# Neobisium theisianum
Espèce
Synonymes
- Chelifer theisianus Gervais, 1844

Neobisium theisianum est une espèce de pseudoscorpions de la famille des Neobisiidae.

## Distribution
Cette espèce est endémique des Hauts-de-France en France. Elle se rencontre dans l'Aisne.

## Systématique et taxinomie
Cette espèce a été décrite sous le protonyme Chelifer theisianus par Gervais en 1844. Elle est placée dans le genre Neobisium par Beier en 1932.

## Étymologie
Cette espèce est nommée en l'honneur de Charles de Théis (1805-1875).

## Publication originale
- Gervais, 1844 : Histoire naturelle des Insectes Aptères, 3. Librairie Encyclopédique de Roret, Paris (texte intégral).